# Cheongdam-dong
Cheongdam-dong è un dong (quartiere) del distretto di Gangnam, Seul, Corea del Sud. L'area è meglio conosciuta in Corea del Sud come un quartiere benestante popolato da un numero sproporzionatamente elevato di persone ad alto reddito e per avere alcuni degli immobili più costosi del paese. È conosciuta come una zona commerciale esclusiva, con la principale via dello shopping soprannominata "Cheongdam Fashion Street". Insieme a Rodeo Street di Apgujeong ad Apgujeong-dong e Garosu-gil a Sinsa-dong, che sono collegati dal principale Apgujeong-ro, sono visti come destinazioni alla moda e alla moda.

## Caratteristiche

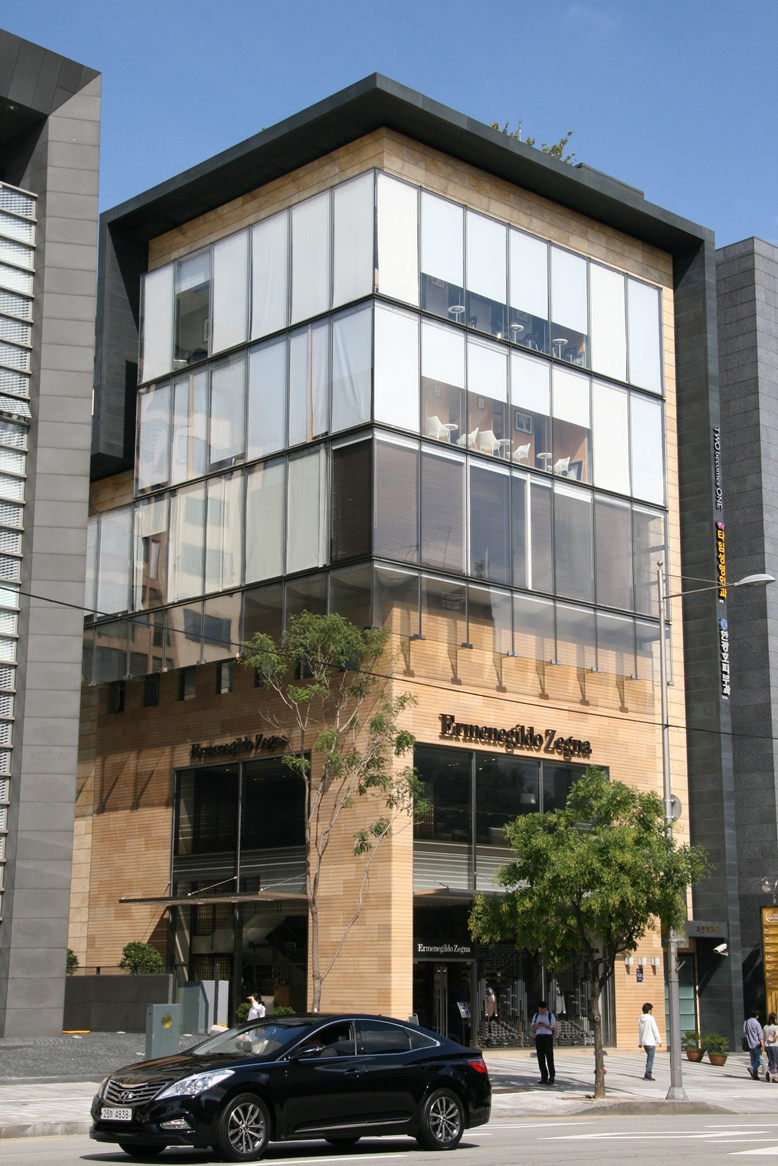
Negozio Ermenegildo Zegna nel 2012

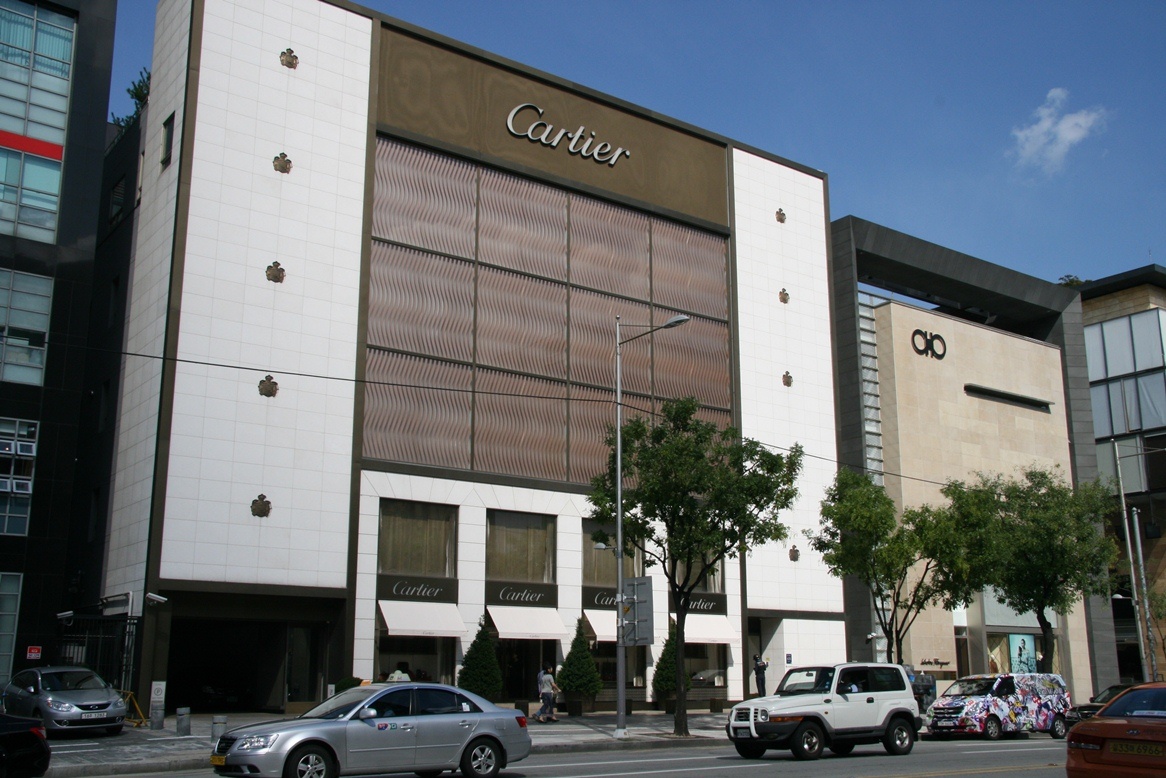
I negozi Cartier Maison e Salvatore Ferragamo nel 2012

Questa zona era originariamente chiamata Chungsutgol che significa valle di acqua pulita, per uno stagno pulito che esisteva qui durante la dinastia Joseon. Fino alla dinastia Joseon e all'era coloniale giapponese all'inizio del XX secolo, faceva parte della provincia del Gyeonggi che attualmente indica la periferia di Seul, la capitale della Repubblica di Corea. Il 1º gennaio 1963, Cheongdam-dong fu incorporato a Seul. Il 1º ottobre 1973 divenne uno dei 26 dong (quartieri) del distretto di Gangnam o Gangnam-gu. Gangnam-gu è uno dei 25 gu (gu si riferisce al distretto del governo locale in Corea) a Seul. Dal 1988, Cheongdam-dong è stata divisa in due sottoregioni: Cheongdam 1 dong e Cheongdam 2 dong. 

Distretti di Seul

Cheongdam-dong era sottosviluppato fino a 10 anni fa, durante i quali le gallerie si trasferirono in questa zona. Ha formato l'attuale via della galleria, vicino al grande magazzino della Galleria di Apgujeong-dong verso il Parco di Cheongdam. Oltre alle gallerie e ai negozi di lusso, la zona ospita anche ristoranti, bar, club, caffetterie e saloni di bellezza di fascia alta; e conosciuta come una zona residenziale di alto livello, in particolare per celebrità coreane come attori e artisti K-pop.
La sezione lunga 760 metri della via principale Apgujeong-ro, che va dalla stazione Apgujeongrodeo al grande magazzino Galleria fino all'incrocio di Cheongdam, è stata soprannominata "Cheongdam Fashion Street" o "Cheongdamdong Street of Luxury Goods". È fiancheggiato da negozi di marchi di lusso, come Zegna, Salvatore Ferragamo, Louis Vuitton, Prada e Burberry, nonché punti vendita per 3.1 Phillip Lim, Martin Margiela e Tory Burch e il designer coreano Son Jung-wan.

## Attrazioni

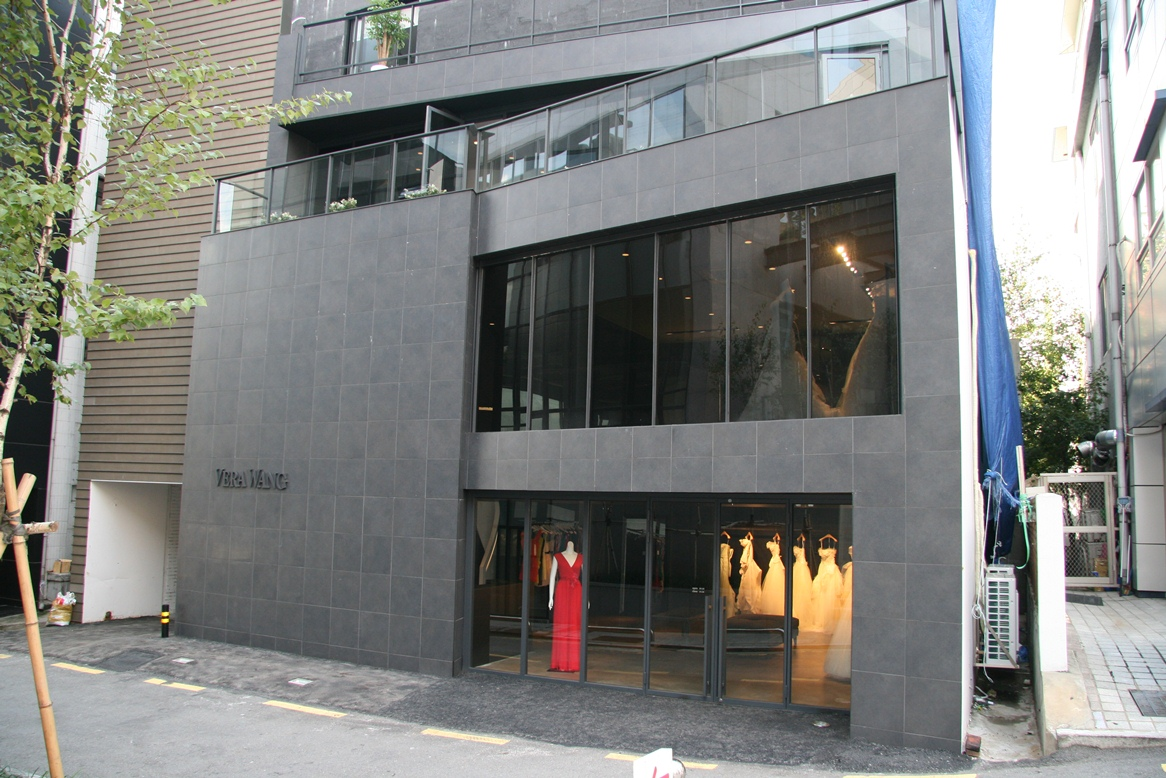
Vera Wang Bridal Korea nel 2012

L'area è la sede della sede centrale delle società di gestione K-pop SM Entertainment, Cube Entertainment e J. Tune Entertainment, ed era la posizione del vecchio edificio della JYP Entertainment, prima che fosse spostato vicino al Parco Olimpico, che è ancora nel distretto di Gangnam. Da gennaio 2012, l'area ospita anche la FNC Entertainment, che si è trasferito nei propri uffici della società, separato dalla società madre nel Mnet Media Building nel vicino Apgujeong-dong. Anche il flagship store MCM Haus si trova nella zona. Una metà della facciata multicolore è stata progettata dall'artista britannico Richard Woods, mentre l'altra metà dell'esterno è decorata con lastre di ottone numerate individualmente. Ha anche un ristorante italiano nel seminterrato, arredato con disegni di Woods.
Complesso commerciale e di ristorazione 10 Corso Como, inaugurato nel 2008, di fronte al grande magazzino Galleria Sempre a settembre 2008, il gioielliere francese Cartier ha aperto il suo primo flagship store in Corea del Sud, chiamato Cartier Maison, situato ad Apgujeong-ro, con la sua facciata ispirata al tessuto coreano bojagi. Diretto dal direttore generale Philippe Galtie, ha affermato che è il più grande della Corea e al momento dell'apertura era il settimo più grande del mondo.
Nel giugno 2012, la designer di abiti da sposa Vera Wang ha aperto il suo terzo flagship store globale e primo asiatico "Vera Wang Bridal Korea", diretto dal presidente Jung Mi-ri, a Cheongdam-dong.

## Nei media
- 5 marzo 2012: La conferenza stampa del ritorno degli Shinhwa dopo una pausa di quattro anni, dove hanno prestato servizio militare obbligatorio, si è tenuta al CGV Cheongdam-dong, che è stato trasmesso in diretta da Mnet Media in 200 paesi.[16][17][18]
- Nel dicembre 2012, l'area è stata la cornice della serie drammatica, Cheongdam-dong Alice. È interpretato da Moon Geun-young, Park Si-hoo, So Yi-hyun e Kim Ji-seok, e si basa sul romanzo Cheongdamdong Audrey.[19]
- Nel maggio 2013, il negozio Corso Como 10 è stato utilizzato come location per le riprese del video musicale del singolo Gentleman di Psy del 2013.[20]
- Nel 2018, Seungri ha filmato la sua sitcom Netflix YG Future Strategy Office fuori dal vecchio edificio della JYP Entertainment, che era lo spettacolo/sitcom finale di varietà che presentava l'edificio.

### Immagine di "Città di lusso"
Nella copertura mediatica, Cheongdam-dong è spesso descritta come una città di lusso. Serie drammatiche coreane come "Cheongdam-dong Alice", "Cheongdam-dong Scandal" e "I Live in Cheongdam-dong" avevano tutte Cheongdam-dong come sfondo pieno di negozi di marchi di lusso, gente ricca, celebrità e Dramma. L'area "Fashion Street" è anche chiamata "quartiere dei nuovi soldi", un luogo "dove si possono vedere le donne vestite in modo più impeccabile, belle e curiosamente infelici".
Mentre è vero che una parte di Cheongdam-dong è piena di negozi di marchi di lusso, hub K-Pop e gallerie, questa immagine pubblica tende a diventare eccessivamente generalizzata, principalmente a causa della rappresentazione distorta dei media. In effetti, gran parte di Cheongdam-dong è composta da un'area residenziale, dove la gente comune vive la vita di tutti i giorni. Vivono in un complesso di appartamenti come l'appartamento Samick, l'appartamento Hyundai e l'appartamento Woosung, che di solito si formano attorno a parchi pubblici o scuole. Sebbene l'immagine della città di lusso rimanga in qualche modo fedele, non dovrebbe assumere altri aspetti di Choengdam-dong, poiché per alcune persone questo posto significa casa.

## Trasporti
Esistono principalmente tre tipi di trasporto pubblico in circolazione e attraverso Cheongdam-dong: autobus, metropolitana e taxi. Una carta prepagata elettronica chiamata T-money può essere generalmente utilizzata per tutti e tre i tipi di trasporto, oltre a carte di credito e contanti. Per ulteriori informazioni su come spostarsi a Cheongdam-dong, visitare la pagina Web ufficiale sul turismo in Corea. .
- Bus: Autobus a quattro colori corrono a Cheongdam-dong, proprio come nel resto di Seoul. Le linee di autobus che attraversano Cheongdam-dong includono: 143, 146, 2415, 3414, 3011, 9407, 9507 e molte altre.
- Metropolitana: due principali stazioni della metropolitana di Cheongdam-dong sono la stazione di Cheongdam e la stazione di Apgujeong Rodeo. Le linee della metropolitana che attraversano quest'area sono la linea 7 della metropolitana e la linea Bundang.

Taxi: un equivalente di Uber a Cheongdam-dong insieme a molte parti della Corea oggi, è KakaoTaxi.

## Educazione
- Scuola elementare di Cheongdam
- Scuola elementare di Eonbuk
- Scuola media di Cheongdam
- Young Dong High School